# Соня (приток Солды)

Соня — река в России, протекает в Солигаличском районе Костромской области. Устье реки находится в 15 км по правому берегу реки Солда. Длина реки составляет 20 км, площадь водосборного бассейна 65,7 км².
Исток реки у деревни Матрёнкино на Галичской возвышенности в 30 км к юго-западу от Солигалича. Река течёт на север, протекает деревни Верхово, Рогово, Денисьево, Грибаново, село Большой Починок, а также несколько нежилых деревень. Впадает в Солду у деревни Хорошево.

## Данные водного реестра
По данным государственного водного реестра России относится к Верхневолжскому бассейновому округу, водохозяйственный участок реки — Кострома от истока до водомерного поста у деревни Исады, речной подбассейн реки — Волга ниже Рыбинского водохранилища до впадения Оки. Речной бассейн реки — (Верхняя) Волга до Куйбышевского водохранилища (без бассейна Оки).
По данным геоинформационной системы водохозяйственного районирования территории РФ, подготовленной Федеральным агентством водных ресурсов:
- Код водного объекта в государственном водном реестре — 08010300112110000011864
- Код по гидрологической изученности (ГИ) — 110001186
- Код бассейна — 08.01.03.001
- Номер тома по ГИ — 10
- Выпуск по ГИ — 0